# 진무 동정
카미타케 동정(神武東征 じんむとうせい, 신무동정)은 일본 신화에서 초대 천황 진무 천황이 양지를 떠나 야마토를 정복하고 가시하라 궁에서 즉위 때까지를 기록한 설화다.

## 같이 보기
- 가시하라 신궁